# Argeiadas
Argeiadas (altgriechisch Ἀργειάδας), Sohn oder Sklave des Hageladas aus Argos, war ein griechischer Bildhauer, der in der ersten Hälfte des 5. Jahrhunderts v. Chr. tätig war.
Er ist von einer Inschrift auf einer in Olympia gefundenen Statuenbasis bekannt. Nach dieser war er gemeinsam mit den Bildhauern Athanodoros, Atotos, Asopodoros und möglicherweise Argeios Bildhauer eines aus mehreren Statuen bestehenden Weihegeschenks eines Praxiteles aus Mantineia, das dieser nach Olympia stiftete. Da Pausanias das monumentale Werk nicht erwähnt, wird davon ausgegangen, dass es sich zu seiner Zeit bereits nicht mehr in Olympia befand. Das mehrteilige Bathron mit den Inschriften wurde im Zeustempel aufgefunden.